# Лескова-Кирьякова, Анастасия Спиридоновна
Анастаси́я Спиридо́новна Леско́ва-Кирьяко́ва (урождённая Соплакова; 1903—1990) — советская театральная актриса.

## Биография
Родилась 9 (22 декабря) 1903 года (по другим сведениям — 1901) в городе Троицке (ныне Челябинская область) в семье служащего. В 1914—1921 годах училась в Троицкой женской гимназии (впоследствии школа 2-й ступени). В 1920 году одновременно с учёбой в школе начала заниматься в театральной студии.
С 1921 года выступала в Троицком драматическом театре, где вскоре стала ведущей актрисой. Затем до 1937 года работала во многих городах страны: Кустанае, Ирбите, Кургане, Самаре, Москве, Гомеле, Днепродзержинске.
В 1937—1963 годах играла в Челябинском театре драмы, куда перешла по приглашению главного режиссёра театра Сергея Головина.
За 42 года театральной деятельности (из них 26 лет в Челябинске) сыграла более 200 ролей, из них около 60 ролей — в Челябинском театре драмы. «Я рождена для Чехова» — однажды сказала о себе актриса. Её исполнение роли Маши в спектакле «Три сестры» признано одним из лучших в истории театра, а фотография — помещена в Доме-музее А. П. Чехова в Ялте.
Умерла 18 января 1990 года. Похоронена в Челябинске на Успенском кладбище.

## Награды и премии
- медаль «За доблестный труд в Великой Отечественной войне 1941—1945 гг.» (1945).
- заслуженная артистка РСФСР (1945).
- Сталинская премия III степени (1952) — за исполнение главной роли в спектакле «Любовь Яровая» К. А. Тренёва.
- народная артистка РСФСР (1952).

## Работы в театре
- 1937 — «Горе от ума» А. С. Грибоедова — Софья Павловна Фамусова
- 1943 — «Три сестры» А. П. Чехова — Маша
- 1940 — «Чайка» А. П. Чехова — Нина Михайловна Заречная
- «Бесприданница» А. Н. Островского — Лариса Дмитриевна Огудалова
- «Нашествие» Л. М. Леонова — Ольга
- «Как закалялась сталь» Н. А. Островского — Рита Устинович
- «Ромео и Джульетта» Шекспира — Джульетта
- «Русский вопрос» К. М. Симонова — Джесси
- «Любовь Яровая» К. А. Тренёва — Любовь Яровая
- «Анна Каренина» Л. Н. Толстого — Анна Аркадьевна Каренина

## Память
- Мемориальная доска в Челябинске в честь Анастасии Лесковой. Памятный знак размещён на стене здания, где с 1950 по 1989 годы проживала артистка (улица Воровского, дом 1)[3].